# Jour de crémation
Jour de crémation est un épisode de la série télévisée d'animation Les Simpson. Il s'agit du quinzième épisode de la trente-cinquième saison et du 765e de la série.

## Synopsis
Homer et ses amis passent une journée normale à la taverne de Moe, mais tout change quand ils découvrent quelque chose de choquant. Cela les entraîne dans une aventure inattendue avec des moments de tension et de réflexion. À la fin, ils réalisent quelque chose d’important sur leur amitié.